# Nuoto ai Giochi della XXXIII Olimpiade - Staffetta 4x100 metri misti femminile
La gara di nuoto della staffetta 4x100 metri misti femminile dei Giochi della XXXIII Olimpiade di Parigi è stata disputata il 3 e il 4 agosto 2024 presso la Paris La Défense Arena.

## Record
Prima della competizione il record del mondo e il record olimpico erano i seguenti:
| Record mondiale | 3'50"40 | Stati Uniti Regan Smith (57"57) Lilly King (1'04"81) Kelsi Dahlia (56"16) Simone Manuel (51"86)     | 28 luglio 2019 Gwangju, Corea del Sud |
| Record olimpico | 3'51"60 | Australia Kaylee McKeown (58"01) Chelsea Hodges (1'05"57) Emma McKeon (55"91) Cate Campbell (52"11) | 1º agosto 2021 Tokyo, Giappone        |

## Programma
| Data          | Ora (UTC+1) | Turno    |
| ------------- | ----------- | -------- |
| 3 agosto 2024 | 12:52       | Batterie |
| 4 agosto 2024 | 19:32       | Finale   |

## Risultati

### Batterie
| Pos. | Batteria | Corsia | Nazione       | Atleti | Tempo   | Note |
| ---- | -------- | ------ | ------------- | --- | ------- | ---- |
| 1    | 1        | 4      | Australia     | Iona Anderson (58"67) Ella Ramsay (1'06"79) Alexandria Perkins (56"59) Meg Harris (52"76)                               | 3'54"81 | Q    |
| 2    | 2        | 5      | Canada        | Ingrid Wilm (59"42) Sophie Angus (1'06"07) Mary-Sophie Harvey (57"68) Penny Oleksiak (52"93)                            | 3'56"10 | Q    |
| 3    | 1        | 5      | Cina          | Wang Xueer (59"75) Tang Qianting (1'05"74) Yu Yiting (56"60) Wu Qingfeng (54"25)                                        | 3'56"34 | Q    |
| 4    | 2        | 4      | Stati Uniti   | Katharine Berkoff (58"98) Emma Weber (1'07"39) Alex Shackell (57"32) Kate Douglass (52"71)                              | 3'56"40 | Q    |
| 5    | 2        | 6      | Giappone      | Rio Shirai (1'00"91) Satomi Suzuki (1'05"52) Mizuki Hirai (56"32) Rikako Ikee (53"77)                                   | 3'56"52 | Q    |
| 6    | 2        | 3      | Svezia        | Hanna Rosvall (1'00"16) Sophie Hansson (1'07"24) Louise Hansson (56"62) Sarah Sjoestroem (53"31)                        | 3'57"33 | Q    |
| 7    | 1        | 6      | Francia       | Emma Terebo (59"16) Charlotte Bonnet (1'07"40) Marie Wattel (57"19) Mary-Ambre Moluh (53"65)                            | 3'57"40 | Q    |
| 8    | 1        | 3      | Paesi Bassi   | Maaike de Waard (1'00"19) Tes Schouten (1'07"88) Tessa Giele (57"01) Marrit Steenbergen (52"40)                         | 3'57"48 | Q    |
| 9    | 1        | 7      | Germania      | Laura Riedemann (1'01"05) Anna Elendt (1'05"92) Angelina Koehler (56"74) Nina Holt (54"41)                              | 3'58"12 |      |
| 10   | 2        | 2      | Gran Bretagna | Kathleen Dawson (1:00.67) Angharad Evans (1:05.40) Keanna Louise Macinnes (58.72) Freya Anderson (53.55)                | 3'58"34 |      |
| 11   | 2        | 1      | Irlanda       | Danielle Hill (1'00"84) Mona McSharry (1'05"38) Ellen Walshe (58"01) Grace Davison (55"89)                              | 4'00"12 |      |
| 12   | 1        | 2      | Polonia       | Adela Piskorska (1'00"96) Dominika Sztandera (1'07"39) Paulina Peda (58"66) Kornelia Fiedkiewicz (53"93)                | 4'00"94 |      |
| 13   | 1        | 1      | Hong Kong     | Hoi Shun Stephanie Au (1'01"49) Siobhan Bernadette Haughey (1'07"01) Cheuk Tung Natalie Kan (59"76) Hoi Lam Tam (55"30) | 4'03"56 |      |
| 14   | 2        | 8      | Singapore     | Levenia Sim (1'02"30) En Yi Letitia Sim (1'06"76) Jing Wen Quah (59"94) Ching Hwee Gan (56"58)                          | 4'05"58 |      |
|      | 1        | 8      | Danimarca     | Schastine Tabor (1'02"06) Thea Blomsterberg (1'07"49) Martine Damborg (58"00) Elisabeth Sabroe Ebbesen                  | DSQ     | DSQ  |
|      | 2        | 7      | Italia        | Margherita Panziera (1'00"91) Benedetta Pilato (1'05"59) Viola Scotto di Carlo Sofia Morini                             | DSQ     | DSQ  |

### Finale
| Pos.    | Corsia | Nazione     | Atleti                                                                                           | Tempo   | Note |
| ------- | ------ | ----------- | ------------------------------------------------------------------------------------------------ | ------- | ---- |
| Oro     | 6      | Stati Uniti | Regan Smith (57"28) Lilly King (1'04"90) Gretchen Walsh (55"03) Torri Huske (52"42)              | 3'49"63 |      |
| Argento | 4      | Australia   | Kaylee McKeown (57"72) Jenna Strauch (1'07"31) Emma McKeon (56"25) Mollie O'Callaghan (51"83)    | 3'53"11 |      |
| Bronzo  | 3      | Cina        | Wan Letian (59"81) Tang Qianting (1'05"79) Zhang Yufei (55"52) Yang Junxuan (52"11)              | 3'53"23 |      |
| 4       | 5      | Canada      | Kylie Masse (58"29) Sophie Angus (1'06"54) Margaret Mac Neil (55"79) Summer McIntosh (53"29)     | 3'53"91 |      |
| 7       | 2      | Giappone    | Rio Shirai (1'01"24) Satomi Suzuki (1'05"08) Mizuki Hirai (56"27) Rikako Ikee (53"58)            | 3'56"17 |      |
| 5       | 1      | Francia     | Emma Terebo (59"00) Charlotte Bonnet (1'06"85) Marie Wattel (57"29) Beryl Gastaldello (53"15)    | 3'56"29 |      |
| 6       | 7      | Svezia      | Hanna Rosvall (1'00"38) Sophie Hansson (1'06"24) Louise Hansson (56"95) Sarah Sjoestroem (53"35) | 3'56"92 |      |
| 8       | 8      | Paesi Bassi | Maaike de Waard (59"91) Tes Schouten (1'08"55) Tessa Giele (57"51) Marrit Steenbergen (53"55)    | 3'59"52 |      |